# Президент України
Президе́нт Украї́ни — глава держави України, Верховний Головнокомандувач Збройних Сил України. Глава української держави обирається громадянами України на прямих виборах строком на 5 років. Чинний президент України — Володимир Зеленський.
Статус Президента України визначено в розділі V Конституції України, де сформульовані основні права та обов'язки Президента як глави держави, повноваження, порядок його обрання, а також можливість усунення з поста та припинення його повноважень.
У статті 102 Конституції України визначено, що Президент України є гарантом державного суверенітету, територіальної цілісності України, додержання Конституції України, прав і свобод людини і громадянина.

## Розвиток інституції Президента в Україні
10 липня 1948 року було прийнято «Тимчасовий закон про реорганізацію Державного Центру Української Народної Республіки в екзилі» який був скоординований поміж різними українськими політичними організаціями. Андрій Лівицький який був головою Директорії був погоджений Українською Національною Радою, як президент Української Народної Республіки в екзилі. З 1948 до 1992 року було чотири президенти УНР у вигнанні. 15 березня 1992 року 10-та позачергова сесія Української Національної Ради прийняла резолюцію «Про передачу повноважень Державного центру УНР в екзилі державній владі в Києві і припинення роботи Державного центру УНР в екзилі». Останній президент Микола Плав'юк офіційно передав його президентські клейноди й повноваження новообраному Президенту України Леоніду Кравчуку, чим фактично засвідчив спадковість інституції та акт примирення та об'єднання УРСР та УНР та припинення їх колишньої ворожнечі у сучасній незалежній Україні.
Зі здобуттям Україною незалежності на території України діяла нормативна база Української РСР. Це було передбачено статею третьою Закону «Про правонаступництво України». Проте деякі інституції — такі як інституція Президента, Кабінету міністрів, Верховної Ради України — впроваджувалися негайно змінами до тоді ще Конституції Української РСР. Надалі формування правової системи України проходило дуже повільно. Закон про Службу безпеки України був прийнятий майже через рік після проголошення незалежності, Конституцію затверджено тільки через п'ять.
Посаду президента запровадили змінами до Конституції УРСР 1978 року від 5 липня 1991 року. Згідно з конституцією, Президент був головою виконавчої влади, пропонував для затвердження Верховною Радою кандидатуру Прем'єр-міністра, організовував та ліквідовував Міністерства, скасовував акти Кабінету міністрів, Міністерств, надавав на розгляд Верховної Ради проєкт державного бюджету, призначав голову фонду держмайна, призначав Представників президента в області, які були головами обласних державних адміністрацій (хоча представники президента не мали таких повноважень як сучасні голови обласних державних адміністрацій вся влада в області до прийняття законів «Про місцеве самоврядування» та «Місцеві державні адміністрації» концентрувалась в руках Обласних рад).
З прийняттям Конституції України 1996 року. Президент формально припинив бути головою виконавчої влади. Проте залишив за собою право призначати за згодою парламенту Прем'єр-міністра, а за його поданням призначати міністрів, за Президентом також збереглось право скасовувати акти Кабінету міністрів. Така процедура призначення Прем'єр-міністра передбачала, що президент повинен враховувати волю більшості у Верховній Раді.
Також, згідно з новою Конституцією і законом від 09.04.1999 № 586-XIV «Про місцеві державні адміністрації», Президент втрачав право одноосібно призначати тепер уже голів місцевих державних адміністрацій, призначав їх за поданням Прем'єр-міністра. Це надалі призводило до конфлікту третього президента Ющенка з Прем'єр-міністром Тимошенко. За Конституцією 1996 року президент дістав право призначати шістьох членів у новостворений Конституційний Суд України. Також згідно зі змінами, внесеними 2001 року до закону «Про судоустрій» (прийнятого ще 1981 року), Президент дістав право призначати суддів на перший випробувальний п'ятирічний строк (до цього судді районних, міських судів обирались одразу довічно Верховною Радою АРК, обласними радами, радами Києва та Севастополя, і не існувало випробувального терміну).
За конституційною реформою 2004 року українська форма правління зазнала нових змін, що скорочували повноваження Президента. У парламенті формувалась парламентська більшість. Її статус оформлювався змінами до Конституції України 1996 року та постановою «Про регламент Верховної Ради України» від 2006 року і парламентська опозиція (статус опозиції, порядок розподілу комітетів Верховної ради, порядок формування Тіньового кабінету міністрів майже як у Великій Британії передбачалося прийняти законом України «Про Парламентську Опозицію»). Парламентська більшість визначала особу Прем'єр-міністра і подавала його Президентові України, а той своєю чергою ще раз вносив кандидатуру Прем'єр-міністра для затвердження у парламент. Президент не вносив на розгляд до парламенту кандидатури міністрів, замість нього це робив визначений парламентською більшістю Прем'єр-міністр (за винятком міністра оборони, міністра закордонних справ). Президентові залишили право вносити на розгляд Верховної Ради України кандидатури Генерального прокурора і Голови Служби Безпеки, проте через конфлікт тодішнього Президента з Прем'єр-міністром, посаду Голови Служби Безпеки України довго займали виконувачі обов'язків, а щодо генерального прокурора точилися «гарячі» дискусії. Хоча в президента було право вето на прийняті Верховною Радою України закони та провладна більшість в кулуарних домовленостях з фракцією комуністів та регіонів в принципових питаннях двома третіми його долала, наприклад, закон «Про кабінет міністрів» від 2007 року, який був прийнятий на виконання змін до конституції та звужував повноваження Президента України.

### 2010 рік
Зі скасуванням конституційної реформи 2004 року значення і вага Президента України значно посилилась. На виконання змін до конституції був прийнятий новий закон «Про Регламент Верховної Ради України» від 10.02.2010 № 1861-VI, закон «Про Кабінет Міністрів України» від 2011 року. Президент фактично, хоча цього не записано у конституції, став головою виконавчої влади. Маючи свою більшість у Верховній Раді України, законопроєкти, Кабінету міністрів та Президента приймаються відразу у другому читанні, з трьох можливих [Архівовано 16 червня 2013 у Wayback Machine.] передбачених регламентом Верховної Ради України.
Маючи більшість у Верховній Раді України 6-7 скликання, «регіонали» прийняли новий закон «Про судоустрій і статус суддів» від 2010 року. Попередній закон «Про судоустрій України» втратив чинність. Ним було спрощено процедуру притягнення судді до дисциплінарної відповідальності, Кваліфікаційна комісія суддів (що розглядає питання про притягнення до дисциплінарної відповідальності суддів місцевих апеляційних суддів п.8, ч.1, ст.91 Закону України «Про судоустрій і статус суддів»), Вища рада юстиції (що розглядає питання про притягнення до дисциплінарної відповідальності суддів Верховного Суду України, розглядає справи про звільнення судів місцевих апеляційних Верховного суду за порушення присяги, порушення вимог щодо несумісності, у разі набрання законної сили обвинувальним вироком, тощо статті 104—106 Закону України «Про судоустрій України і статус суддів» та вносить подання за результатами розгляду цих справ до Верховної Ради про звільнення судді з займаної посади), майже на половину складається з осіб, які призначаються посадовцями, які залежать прямо чи опосередковано від президента чи парламентської більшості, яка знаходиться в руках президента у раді 6-7 скликання, та в умовах, коли призначені на посаду члени Кваліфікаційної комісії суддів чи Вищої ради юстиції, повинні бути лояльним та мати певні негласні зобов'язання перед тими, хто їх призначив, призвело до того, що президент фактично отримав вплив на суддів. Об'єктивно попередній механізм притягнення судді до дисциплінарної відповідальності був набагато важчим, його необхідно було оптимізувати. Після скасування конституційної реформи 2004 року значення і вага Парламенту значно впала.

### 2014 рік
21 лютого 2014 року Верховна Рада України відновила дії положень Конституції 2004 року, таким чином скасувавши нові повноваження Президента. Наступного дня тодішнього Президента України Віктора Януковича було визнано таким, що самоусунувся від виконання своїх обов'язків. Виконувачем обов'язків Президента став Голова Верховної Ради України Турчинов Олександр Валентинович. 7 червня 2014 новим Президентом став Порошенко Петро Олексійович.

### 2019 рік
За результатами виборів 2019 року наступним Президентом України обрано Володимира Зеленського, який ввійшов в повноваження з моменту складення присяги народові України на урочистому засіданні Верховної Ради України 20 травня 2019.

## Положення Конституції
Статус Президента, Гаранта Конституції, закріплений у Конституції України, як державного службовця вищої категорії, покладає на нього обов'язок припиняти антиконституційні дії законодавчої, виконавчої та судової влади, які прямо чи опосередковано порушують основний закон України. Для виконання цього обов'язку Президент наділений відповідними повноваженнями: він може призупинити рішення органів влади, застосувати право вето до законів, за які проголосувала Верховна Рада. Також відповідно до статті 149 Конституції, Президент є одним із суб’єктів звернення до Конституційного суду із поданням щодо неконституційності законів чи інших нормативно-правових актів.
Президент України користується правом недоторканності на час виконання повноважень.
В загальному основні завдання діяльності президента визначені статтею 102, де, наприклад, зазначено, що Президент є Гарантом державного суверенітету та територіальної цілісності України. Але деталізація основних повноважень визначена статтею 106 Конституції України та покладають на Президента обов'язок приймати рішення та виконувати дії, спрямовані на захист і зміцнення державного суверенітету, збереження цілісності та недоторканності території України у межах наявних кордонів. Відповідно до ст. 106 Президент: призначає вище командування збройних сил та інших військових формувань, подає кандидатуру на призначення Верховною радою Міністра оборони;  є Верховним Головнокомандувачем Збройних Сил України; здійснює керівництво у сферах національної безпеки та оборони держави; очолює Раду національної безпеки і оборони України; вносить до Верховної Ради України подання про оголошення стану війни та у разі збройної агресії проти України приймає рішення про використання Збройних Сил України та інших утворених відповідно до законів України військових формувань; приймає відповідно до закону рішення про загальну або часткову мобілізацію та введення воєнного стану в Україні або в окремих її місцевостях у разі загрози нападу, небезпеки державній незалежності України; приймає у разі необхідності рішення про введення в Україні або в окремих її місцевостях надзвичайного стану, а також оголошує у разі необхідності окремі місцевості України зонами надзвичайної екологічної ситуації — з наступним затвердженням цих рішень Верховною Радою України тощо….
Згідно зі статтею 102 та 106 Конституції України, як гарант прав та свобод громадян, Президент наділений повноваженнями виконувати необхідні дії щодо ставлення до гілок та структур влади, до рішень, які вони приймають, з метою захисту прав та свобод громадян.
Повноваження Президента щодо проведення внутрішньої політики також визначено статтею 106 Конституції України, згідно з якою Президент України на основі та на виконання Конституції і законів України видає укази та розпорядження, які є обов'язковими до виконання на території України. Взаємодіючи з усіма гілками влади, Президент призначає членів органів виконавчої влади, може брати участь у засіданнях уряду, а також мати своїх представників у Кабінеті Міністрів, Конституційному Суді, Верховній Раді.
У зовнішній політиці повноваження Президента визначено статтею 102 Конституції України. Президент, як Голова держави, виступає від її імені, представляє Україну у міжнародних відносинах, веде переговори та укладає міжнародні договори від імені держави, а також керує всією зовнішньополітичною діяльністю України.
Відповідно до Конституції, Президент не може делегувати свої повноваження іншим органам, службам чи особам, але відповідно до ст. 106  Президент може створювати консультативні та  допоміжні органи та служби для допомоги у виконанні свої повноважень. До таких органів, наприклад, належить Офіс Президента України. Також Президент реалізує свої повноваження через вертикально підпорядковані органи: КМУ, профільні міністерства та центральні органи влади, обласні та районні адміністрації.

## Право стати Президентом України
Відповідно до закону України «Про вибори Президента України», Президентом України може бути обраний громадянин України, який на день виборів:
- досяг тридцяти п'яти років
- має право голосу
- володіє державною мовою
- проживає в Україні протягом десяти останніх років перед днем виборів
- є громадянином України

## Присяга Президента України
Я, (ім'я та прізвище), волею народу обраний Президентом України, заступаючи на цей високий пост, урочисто присягаю на вірність Україні. Зобов'язуюсь усіма своїми справами боронити суверенітет і незалежність України, дбати про благо Вітчизни і добробут Українського народу, обстоювати права і свободи громадян, додержуватися Конституції України і законів України, виконувати свої обов'язки в інтересах усіх співвітчизників, підносити авторитет України у світі.

## Привілеї

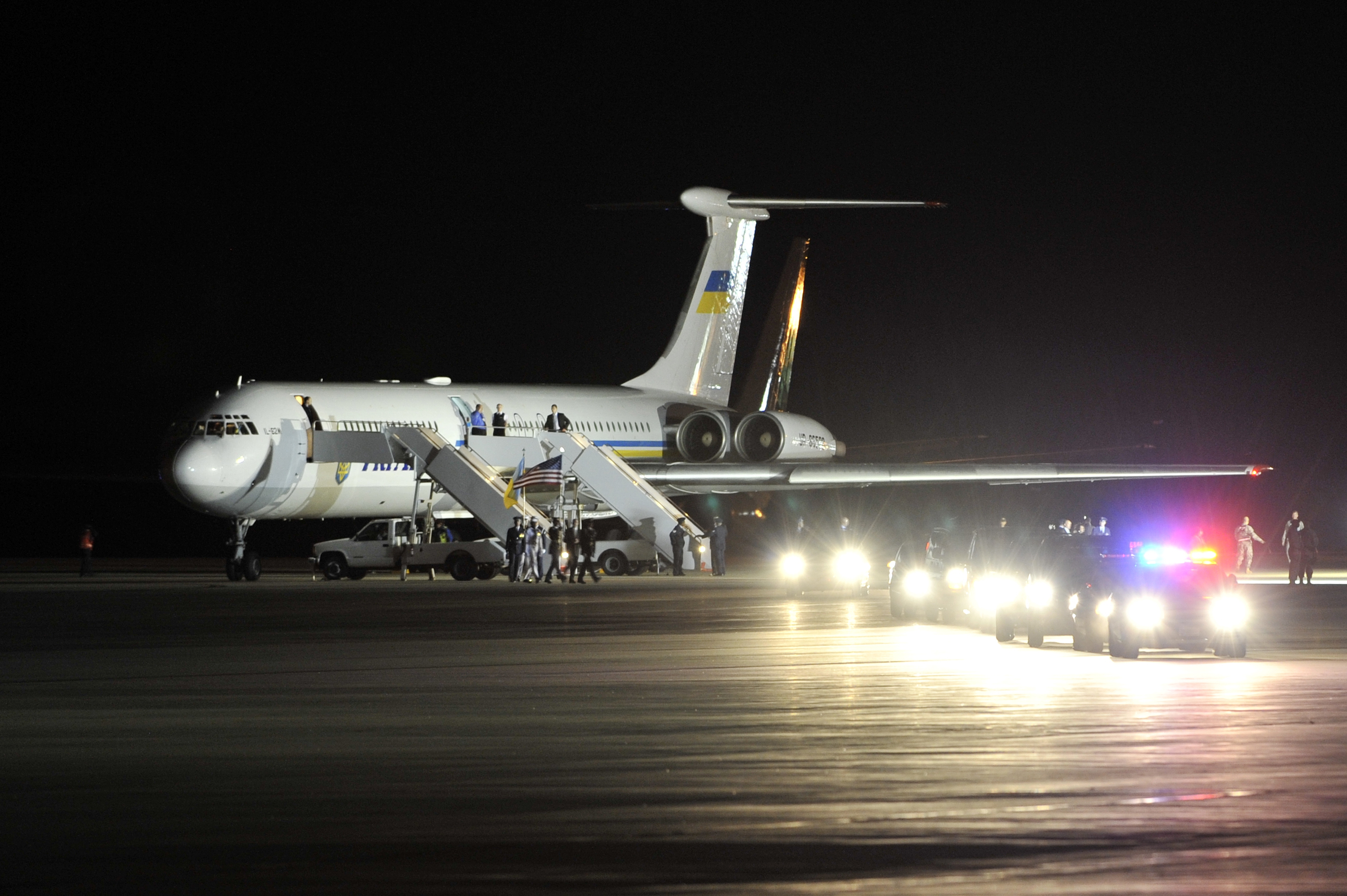
Президентський літак Іл-62

Обраний Президент України здобуває низку привілеїв. Він користується правом недоторканності на час виконання повноважень, за винятком права парламенту на імпічмент. Титул Президента України охороняється законом і зберігається за особою довічно, якщо тільки до неї не була застосована процедура імпічменту. Відповідно до статті 105 Конституції, за посягання на честь і гідність Президента України винні особи притягаються до відповідальності на підставі закону, хоча такий закон досі не прийнято.

## Організація безпеки
Особиста безпека Президента забезпечується за допомогою Служби безпеки Президента Управління державної охорони України та Окремого президентського полку імені гетьмана Богдана Хмельницького, які підпорядковані Президенту України.

## Забезпечення діяльності
Забезпечення діяльності Президента в усіх напрямках його діяльності на території України та за її межами здійснює Державне управління справами, підпорядковане Голові держави.
Офіційні авіаперельоти Президента забезпечує Державне авіаційне підприємство «Україна», яке діє на базі інфраструктури міжнародного аеропорту «Бориспіль». Має у своєму розпорядженні 3 сучасні авіалайнери та 1 гвинтокрил. Підпорядковане Державному управлінню справами.

## Заробітна платня
За свою службу Президент отримує щомісячну зарплатню, яка у 2018 році становила 28000 грн. У 2014 році вона становила 25 578 гривень[джерело?], а станом на листопад 2015 — 9296 гривень.

## Символи
Офіційні державні символи Президента — це Штандарт, печатка, колар та президентська булава. Вони зберігаються у Національній бібліотеці Вернадського. Також у розпорядженні Президента є бібліотечний фонд документів та аналітичних матеріалів.

## Будівлі і державні резиденції

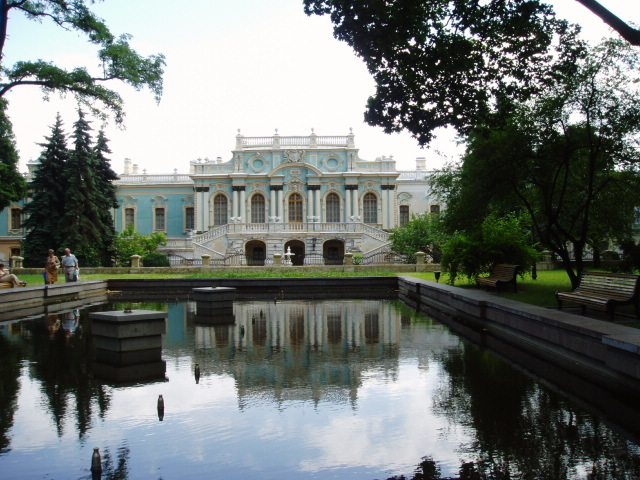
Маріїнський палац

Офіс Президента України є адміністративним органом, створеним для забезпечення аналітичної, консультаційної та юридичної допомоги Президенту. Він також відома як «Банкова», тому що знаходиться на вулиці Банковій в масивній будівлі через дорогу від будинку з химерами. Близько чотирнадцяти державних резиденцій знаходяться у офіційному використанні президента, багато з них набули статусу за правління Леоніда Кучми. Офіційною церемоніальною резиденцією є Маріїнський палац у Києві. Інші державні резиденції — Будинок із химерами і Будинок вдови, що плаче у Києві, Юсуповський палац у Криму, Межигір'я під Києвом, Синьогора в Івано-Франківській області та державна дача у Конча-Заспі. Вони підпорядковані Державному управлінню справами.

## Родина
Супутницю Президента називають Першою леді, багато в чому аналогічно іншим країнам, хоча така назва не має жодного офіційного і юридичного обґрунтування. Проте під час президентства Віктора Ющенка його шлюб з Катериною Ющенко та приватне життя широко висвітлювалося у медіа. Традиція української «першої сім'ї» була створена Кучмою, під час правління Януковича його син займав пост народного депутата. Така ж ситуація і у Петра Порошенка, який активно використовує цей термін. Його дружина займається активною філантропією та меценатством.

## Президенти України

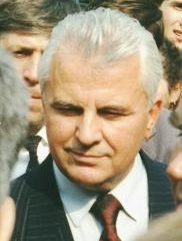
1. Кравчук Леонід Макарович 5 грудня 1991— 19 липня 1994
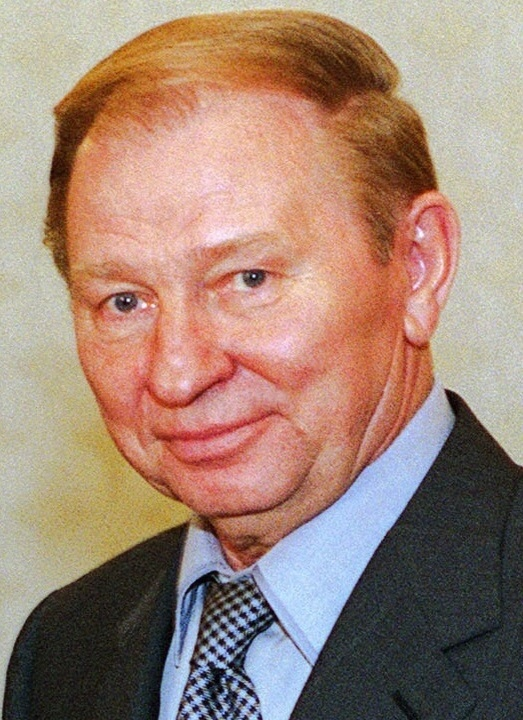
2. Кучма Леонід Данилович 19 липня 1994— 23 січня 2005
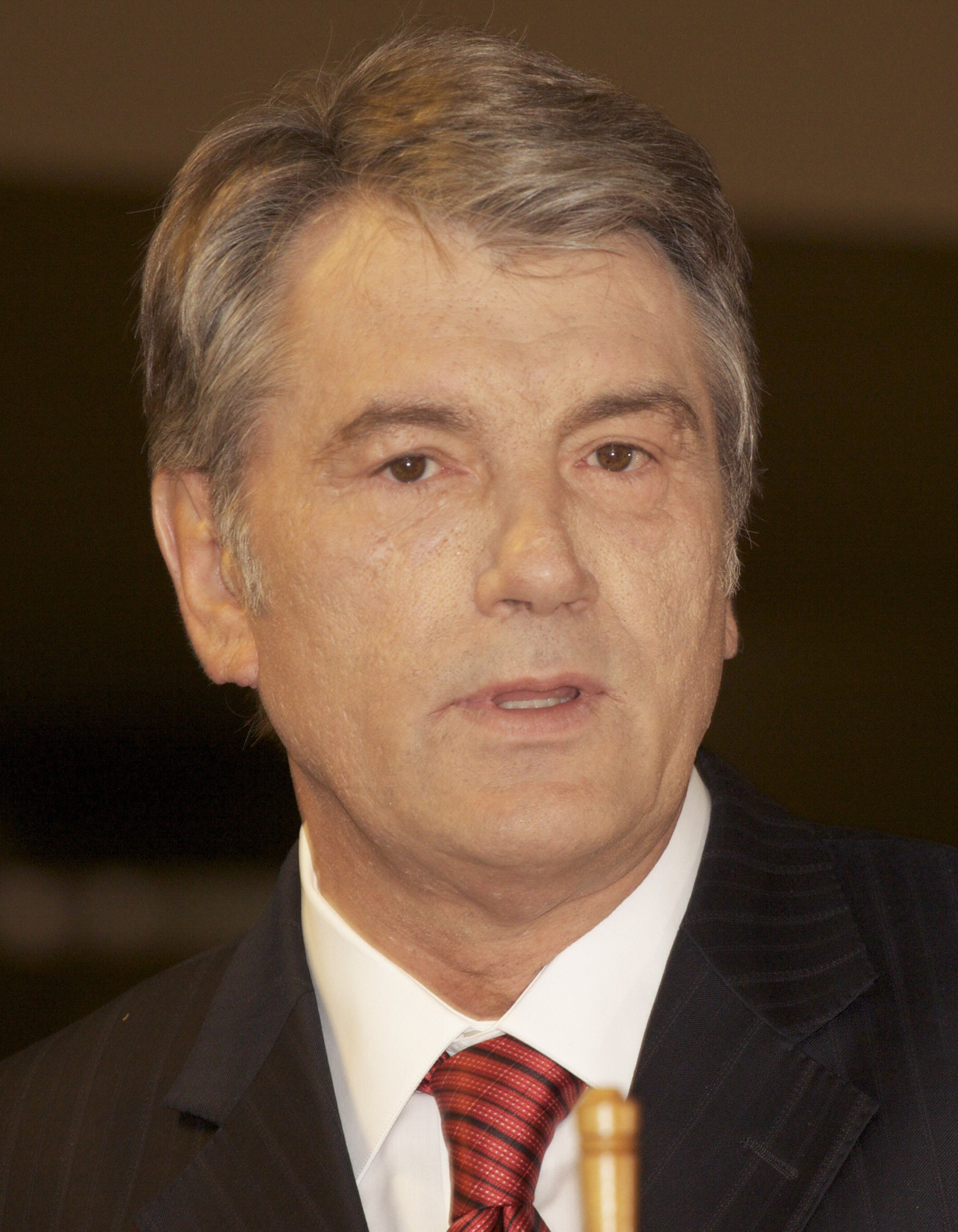
3. Ющенко Віктор Андрійович 23 січня 2005— 25 лютого 2010
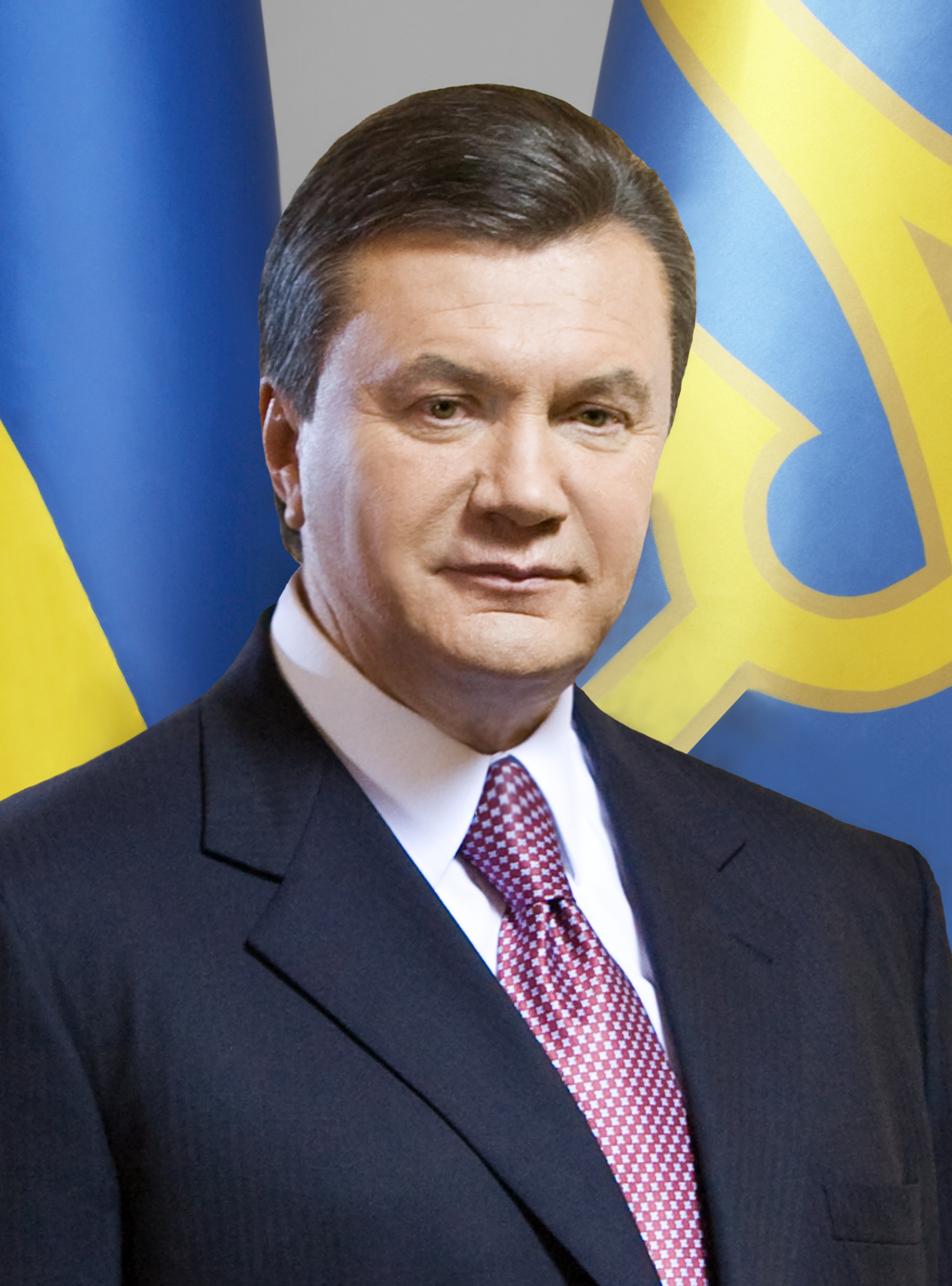
4. (позбавлений звання президента) Янукович Віктор Федорович 25 лютого 2010— 22 лютого 2014
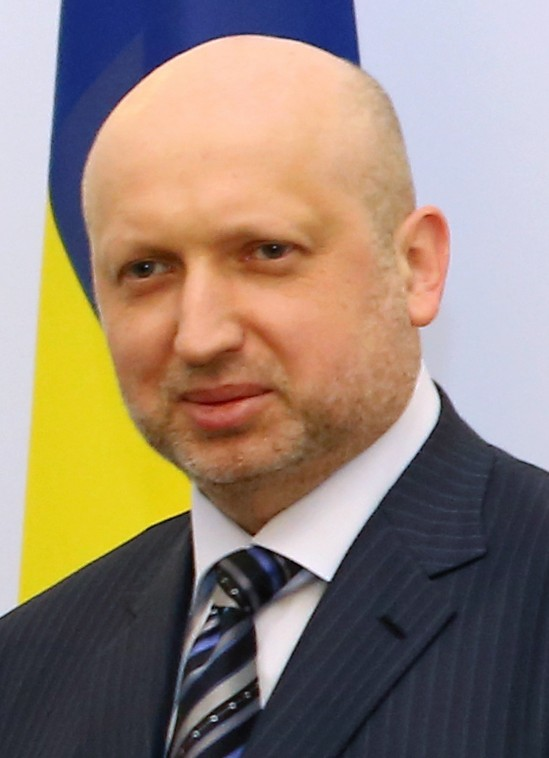
— (виконувач обов’язків) Турчинов Олександр Валентинович 23 лютого 2014— 7 червня 2014
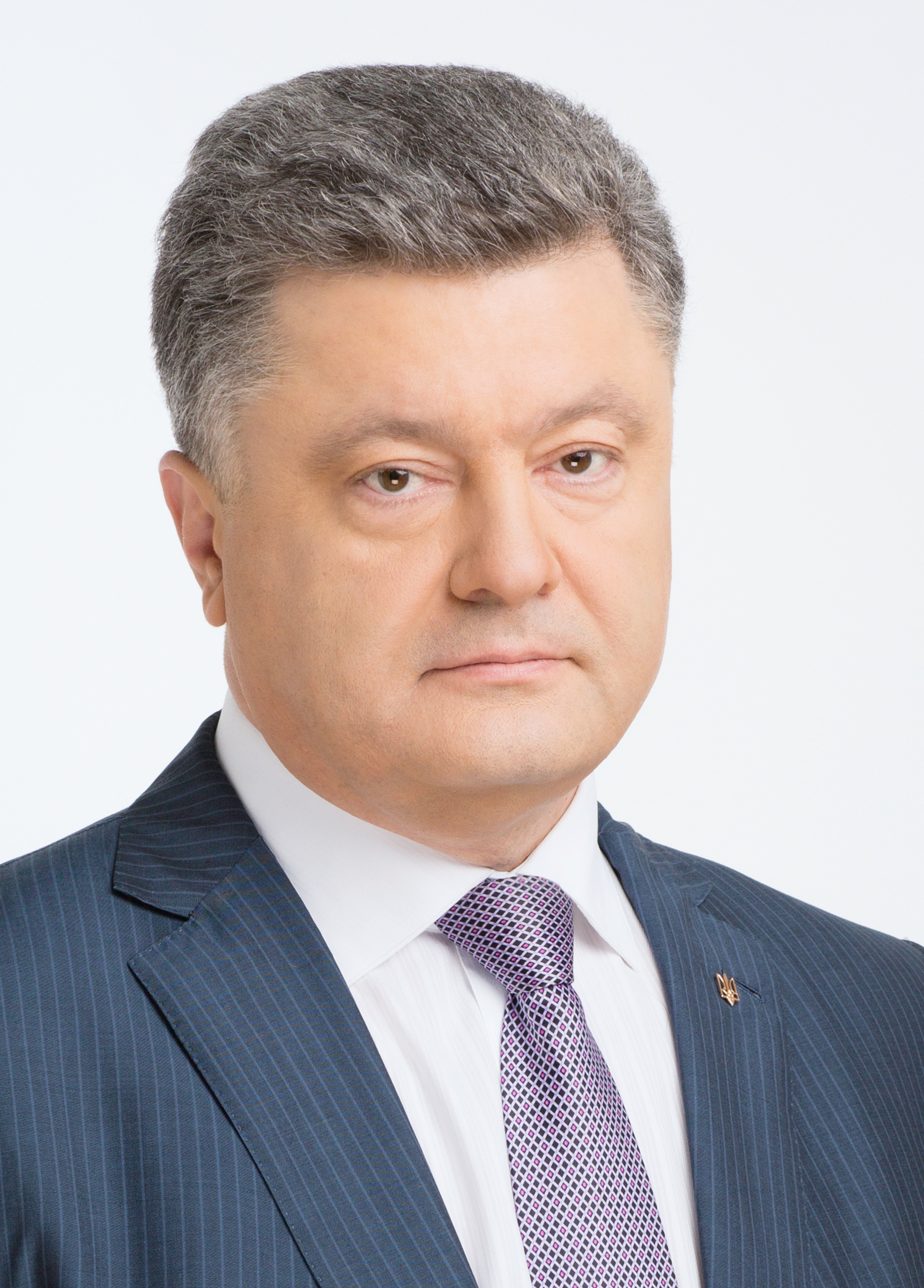
5. Порошенко Петро Олексійович 7 червня 2014— 20 травня 2019
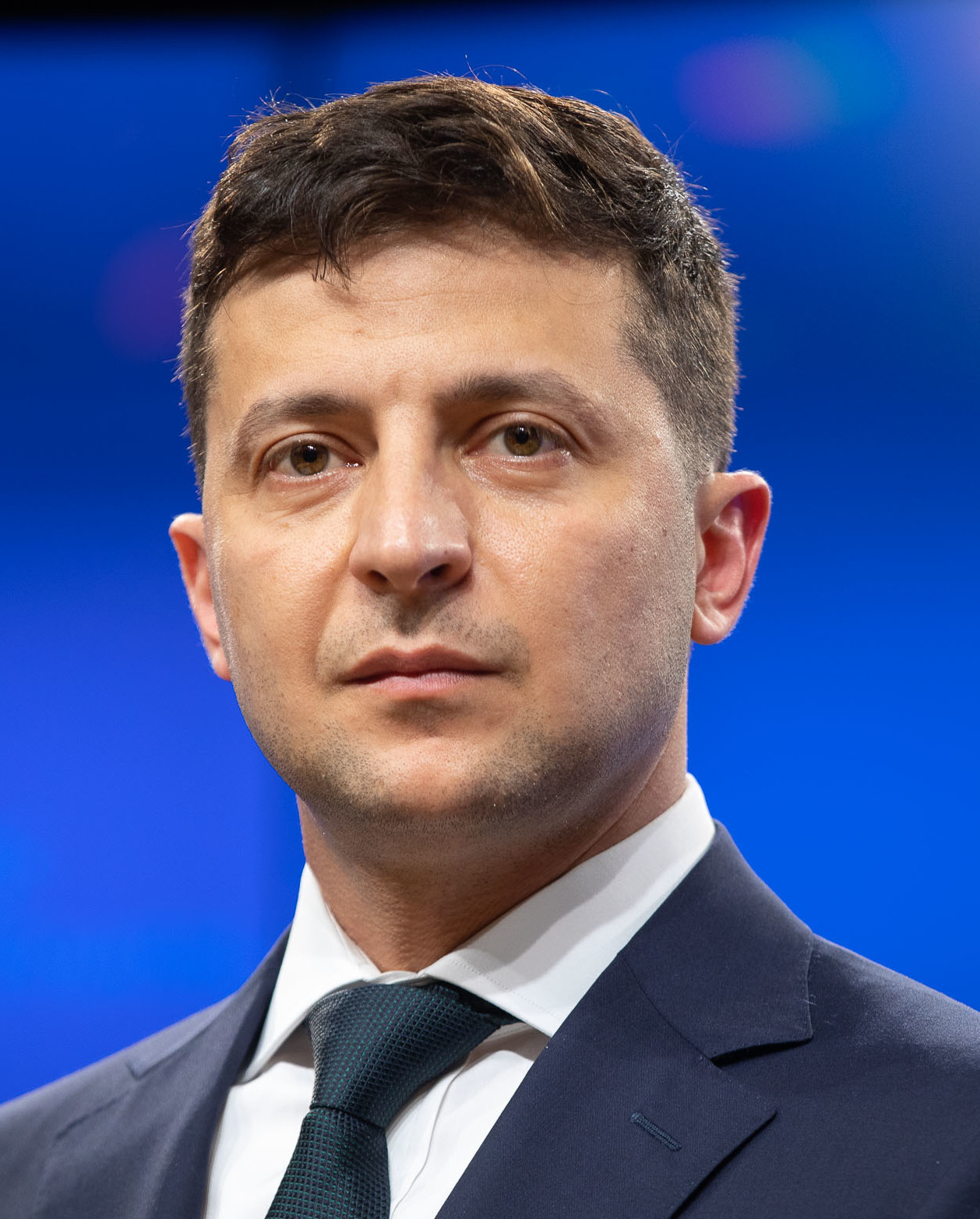
6. Зеленський Володимир Олександрович з 20 травня 2019

- 4. 
 (позбавлений звання президента)[18]
Янукович Віктор Федорович
25 лютого 2010—
22 лютого 2014
- —
(виконувач обов’язків)
Турчинов Олександр Валентинович
23 лютого 2014[19]—
7 червня 2014
- 5.
Порошенко Петро Олексійович
7 червня 2014—
20 травня 2019
- 6.
Зеленський Володимир Олександрович
з 20 травня 2019

Часова шкала:
     Самовисування      Партія Регіонів      Батьківщина      Слуга Народу

## Консультативно-дорадчі органи при Президенті України
Див. Категорія:Консультативно-дорадчі органи при Президентові України

## Зауваження
1. ↑  Як Президента Української РСР
2. ↑  Офіційна церемонія інаугурації Леоніда Кравчука була проведена 22 серпня 1992, але до того він мав більшість президентських обов'язків і відповідальності, якими був тимчасово наділений як Голова верховної ради до 5 грудня 1991 року, коли він став президентом.